# MSTRKRFT
MSTRKRFT är en kanadensisk duo inom genren elektronisk musik. Gruppen bildades 2005 av Jesse F. Keeler, från bandet Death From Above 1979, och Alex Puodziukas som också är känd under artistnamnet Al-P. Death from Aboves skiva 1979 You're A Woman, I'm A Machine var producerad av Al-P och duon har varit nära vänner och arbetskamrater under en lång tid.

## Medlemmar
- Jesse F. Keeler (f. Jesse Frederick Keeler 11 november 1976 i Toronto) - basgitarr, gitarr, synthesizer, trummor, saxofon, sång
- Al-P (f. Alex Puodziukas) - musikproduktion

## Diskografi
Studioalbum
- 2006 – The Looks
- 2009 – Fist of God

EP
- 2007 – EP

Singlar
- 2006 - Easy Love
- 2006 - Work on You
- 2007 - Street Justice
- 2008 - Bounce / Vuvuvu
- 2009 - Heartbreaker
- 2011 - Beards Again / Back in the USSA

Samlingsalbum
- 2007 – Remixes I
- 2007 – Remixes II